# Stevner Torgilsson
Stevner Torgilsson (Stefnir Þórgilsson) var den andre infödde kristendomsförkunnaren på Island. Liksom föregångaren, Torvald vittfaren, misslyckades han med att omvända sina landsmän. Stevner avrättades, sannolikt år 1001, för att ha diktat en nidvisa om Sigvald jarl.
Stevner föddes och växte upp på Kjalarnäset norr om Reykjavik. Redan i unga år for han utomlands. I Danmark tog han kristet dop och där träffade han också den förre missionären Torvald vittfaren. Tillsammans for de ut i världen och besökte bland annat det heliga landet och Miklagård. Medan Torvald sedan fortsatte till Gårdarike, där han kom att grunda ett kloster, återvände Stevner till de nordiska länderna. Han fann då Olav Tryggvason på öarna väster om havet och följde honom sedan till Norge.
Missionskungen Olav hade nu satt sig i sinnet att Island skulle kristnas, och år 996 skickades Stevner motvilligt som missionär till ön. Stevner kände väl till Torvalds misslyckande och fruktade att han inte skulle få bättre framgång själv. Kanske använde han inte heller rätt metod. När ingen ville lyssna började han nämligen bryta ner hov och hargar och högg sönder hedniska gudabilder. Han blev nu dömd fredlös av sina egna fränder, ty att överge den gamla tron kallade hedningarna för frändaskam. Redan året därpå tvingades han fly tillbaka till kung Olav, som snart utsåg andra och mer förhärdade förkunnare: Tangbrand och Gudleif Arason.
Stevner, som blev kvar i kungens hird, deltog inte i slaget vid Svolder, eftersom han tillhörde det flottmanskap som kungen i förväg skickat hem från Vendland. När han så fick veta att kungen hade blivit förrådd och stupat greps han av den största sorg. 
Efter kungens död trivdes han inte längre i Norge utan begav sig på pilgrimsfärd mot Rom. Kommen till Danmark råkade han emellertid en dag få syn på Sigvald jarl – mannen som vid Svolder svikit kung Olav och lurat honom i en fälla. Stevner kvad då följande strof på fornyrdislag:
Namnet ej nämns,
fast nära det bränns:
nedböjd nidingens
näsa är.
Sven han svepte
med svek ur landet,
Tryggves telning
tungt han bedrog.
Denna strof finns på latin i Odd munks Óláfs saga Tryggvasonar. Senare fick jarlens vackra dotter syn på Stevner och bjöd honom hem till sig. Orsaken till detta framgår inte; kanske ville hon bara varna islänningen, även om Odd munk antyder ett amoröst uppsåt. I vilket fall som helst svarade Stevner med en ny vers vari han avvisade hennes invit.
Nu hade emellertid Sigvald jarl hört talas om stroferna. Han "tyckte sig igenkänna sig själv som nämnd i dem, varför han lät gripa Stevner och dräpa honom, och detta enbart gjordes till hans dödssak". Så avslutas sagan om Stevner Torgilsson.